# Sarrewerden
Sarrewerden é uma comuna francesa na região administrativa de Grande Leste, no departamento Baixo Reno. Estende-se por uma área de 16,73 km². Em 2010 a comuna tinha 863 habitantes (densidade: 51,6 hab./km²).